# Teretriosoma conigerum
Teretriosoma conigerum är en skalbaggsart som beskrevs av Lewis 1888. Teretriosoma conigerum ingår i släktet Teretriosoma och familjen stumpbaggar. Inga underarter finns listade i Catalogue of Life.